# Teatro statale accademico Axundov di opera e balletto dell'Azerbaigian
Il Teatro statale accademico Axundov di opera e balletto dell'Azerbaigian (In Azero: Axundov adına Azərbaycan Dövlət Akademik Opera və Balet Teatrı), precedentemente noto come il Teatro Mailov è un teatro d'opera di Baku, Azerbaigian. È stato costruito nel 1911.

## Storia
Il teatro fu costruito su richiesta del magnate Daniel Mailov e finanziato dal magnate Zeynalabdin Taghiyev. Nel 1910, il celebre soprano russo Antonina Neždanova visitò Baku per dare una serie di concerti in vari club e luoghi di spettacolo. A un ballo organizzato al casinò locale, in occasione della partenza della Neždanova, le fu chiesto se le sarebbe piaciuto visitare di nuovo Baku. La sua risposta fu negativa seguita dalla preoccupazione che in una città di così tante persone ricche nessuno volesse finanziare la costruzione di un teatro d'opera decente in cui i cantanti fossero in grado di dimostrare pienamente il loro talento musicale. Daniel Mailov che era cresciuto ammirando sia la voce che la personalità della Neždanova durante il suo tour, decise di sfruttare questa opportunità e le offrì di rivisitare Baku in entro un anno per assistere all'apertura di un nuovo teatro dell'opera, che avrebbe ordinato di costruire in suo onore. Secondo una leggenda metropolitana, Mailov e suo fratello non erano stati invitati a un ballo di inaugurazione della casa di un famoso cantante d'opera di Baku la cui nuova casa (ora sede della SOCAR) fu uno dei più importanti esempi di architettura della città. I Mailov quindi decisero di erigere un edificio da soli superando il cantante "privo di tatto".
L'architetto russo e ingegnere civile di discendenza armena Nikolaj Baev progettò il disegno architettonico del teatro. Tuttavia la costruzione di tale grandioso edificio in un anno non si era mai sentita al momento e richiese molte misure di sicurezza da adottare. I Mailov decisero di non attendere l'approvazione del Consiglio Comunale, ma fu loro ordinato di fermare la costruzione in quanto violava i regolamenti edilizi. Presto Baev riuscì a convincere il legislatore della città e ricevette la sua approvazione. Il magnate azero Zeynalabdin Taghiyev, che in precedenza aveva sponsorizzato la costruzione del Teatro Taghiyev (attuale Azerbaijan State Musical Comedy Theatre), espresse i suoi dubbi che il nuovo teatro potesse essere completato in un così breve lasso di tempo. Daniel Mailov propose una scommessa: se i Mailov non fossero riusciti a costruire in tempo il teatro, lo avrebbero offerto in dono a Taghiyev; se il teatro fosse invece stato costruito entro il 1911, Taghiyev avrebbe dovuto coprire tutte le spese di costruzione.
Il lavoro organizzato in tre turni presso il sito coinvolgeva 200 lavoratori e garantiva la costruzione veloce di un edificio. Tutti i lavori furono completati in meno di 10 mesi. I costi complessivi per la costruzione superarono i 250.000 rubli. Il sindaco della città Peter Martynov accompagnato da architetti e ingegneri esaminò il teatro appena costruito e confermò la sua sicurezza. Come promesso, Taghiyev pagò tutte le spese. L'apertura ufficiale del Teatro dei Mailyov era in programma il 28 febbraio 1911. Daniel Mailov avvisò la Neždanova della cerimonia in anticipo con un telegramma e il celebre soprano diventò la prima cantante ad esibirsi al nuovo teatro dell'opera. La maggior parte della élite multietnica di Baku partecipò all'evento; tra quelli non presenti c'era il cantante d'opera che non aveva invitato il Mailov al ballo di inaugurazione della sua casa.
Nel 1916, il teatro acquisì una organizzazione residente, la Compagnia d'opera di Pavel Amirago e iniziò a funzionare su base permanente. Nel 1920, diventò un teatro di stato noto come il Teatro dell'Opera e del Balletto. Nel 1925, l'Opera Troupe Azera, l'Opera Troupe Russa e la Troupe di Dramma si unirono per divenire un'organizzazione ufficiale residente e nel 1927 il teatro è stato chiamato come lo scrittore Mirzə Fətəli Axundov. Nel 1959, ha ricevuto lo status di teatro accademico.
Nel 1985, il teatro rinnovato di recente bruciò misteriosamente. Nel 1987, tutte le opere di restauro erano terminate e il teatro riaprì i battenti.
I cantanti che sono stati associati con la compagnia d'opera comprendono, Azər Zeynalov, Javid Samadov, e Shovkat Mammadova.